# Чапле-Андрелевіче
Чапле-Андрелевіче (пол. Czaple-Andrelewicze) — село в Польщі, у гміні Репки Соколовського повіту Мазовецького воєводства.
Населення — 105 осіб (2011).
У 1975-1998 роках село належало до Седлецького воєводства.

## Демографія
Демографічна структура станом на 31 березня 2011 року:
|          | Загалом | Допрацездатний вік | Працездатний вік | Постпрацездатний вік |
| -------- | ------- | ------------------ | ---------------- | -------------------- |
| Чоловіки | 56      | 12                 | 33               | 11                   |
| Жінки    | 49      | 10                 | 27               | 12                   |
| Разом    | 105     | 22                 | 60               | 23                   |